# Conepatus leuconotus
Conepatus leuconotus is een roofdier uit de familie Mephitidae (stinkdieren). Conepatus leuconotus en Conepatus mesoleucus werden tot enkele jaren geleden beschouwd als aparte soorten, maar onderzoek heeft uitgewezen dat het dezelfde soort betreft.

## Verspreiding
De soort leeft in het zuiden van de Verenigde Staten (Texas), in het noordoosten van Mexico en in El Salvador, Guatemala, Honduras en Nicaragua. Verschillende habitats worden door deze soort bewoond, waaronder bossen, prairie en landbouwgebieden.